# Igor Bugaiov
Igor Bugaiov (ur. 26 czerwca 1984 w Benderach, ZSRR) – mołdawski piłkarz, grający na pozycji napastnika, reprezentant Mołdawii.

## Kariera piłkarska

### Kariera klubowa
Wychowanek Szkoły Piłkarskiej w Benderach. Pierwszy trener P.S. Zajcew. W 2002 rozpoczął karierę piłkarską w klubie Dinamo Bendery, skąd w 2004 przeszedł do pobliskiego Tiligul-Tiras Tyraspol. Na początku 2006 wyjechał do Ukrainy, gdzie podpisał 3-letni kontrakt z Czornomorcem Odessa. W styczniu 2008 przeniósł się do Rumunii, gdzie bronił barw klubu Ceahlăul Piatra Neamț. Latem 2008 został wypożyczony do rosyjskiego Urału Jekaterynburg. Na początku 2009 powrócił do ojczyzny gdzie został piłkarzem Academii UTM Kiszyniów. W czerwcu 2009 podpisał 3-letni kontrakt z Metałurhiem Zaporoże. Rozegrał tylko 3 mecze i w styczniu 2010 opuścił zaporoski klub, a wkrótce okazał się w kazachskim Łokomotiwie Astana. Przed sezonem 2012 przeniósł się do innego kazachskiego klubu Tobył Kostanaj.

### Kariera reprezentacyjna
Do 2006 bronił barw młodzieżowej reprezentacji Mołdawii. Zimą 2007 zadebiutował w narodowej reprezentacji Mołdawii. Łącznie rozegrał 36 meczów i strzelił 7 goli.

## Sukcesy i odznaczenia

### Sukcesy klubowe
- brązowy medalista Mistrzostw Ukrainy: 2006
- zdobywca Pucharu Kazachstanu: 2010
- zdobywca Superpucharu Kazachstanu: 2011